# Ernst sein ist alles (1952)
Ernst sein ist alles (Originaltitel: The Importance of Being Earnest) ist ein Film von Anthony Asquith aus dem Jahr 1952 nach dem Theaterstück The Importance of Being Earnest von Oscar Wilde.

## Handlung
London im Jahr 1895: Algernon „Algy“ Moncrieff findet heraus, dass sein Freund Jack Worthing eine Zweitidentität unter dem Namen Ernest führt, um gelegentlich dem langweiligen Leben auf seinem Landgut in Shropshire zu entkommen. Algernon bekundet, dass auch er einen ständig todkranken Freund namens Bunbury erfunden hat, um gesellschaftlichen Verpflichtungen zu entfliehen. Jack ist in Algys Cousine Gwendolen Fairfax verliebt, die ihr Interesse an einer Heirat bekundet. Allerdings denkt Gwendolen, dass Jack wirklich Ernest heißt, und sie liebt den Vornamen wegen seiner Seriosität über alle Maßen. Zudem ist Gwendolens herrische und gesellschaftsbewusste Mutter Lady Bracknell mit der Hochzeit nicht einverstanden, nachdem sie erfahren hat, dass Jack als Findelkind auf einer Bahnhofstoilette gefunden wurde.
Algy interessiert sich, nachdem er sie auf einem Foto gesehen hat, für Jacks schönes Mündel Cecily Cardew. Ohne das Wissen von Jack reist Algy auf dessen Landgut in Shropshire und gibt sich gegenüber Cecily als Jacks Bruder Ernest aus. Jack hatte den fiktiven Ernest den Leuten in Shropshire immer wieder als Frauenheld und Draufgänger beschrieben, wegen dessen Problemen er ständig nach London müsse. Cecily hatte sich bereits seit längerem in ihre Vorstellung von Ernest verliebt – auch sie besonders wegen des Namens – und will ihn deshalb sofort heiraten, Algy ist dem nicht abgeneigt. Unterdessen taucht auch Jack in Trauerkleidung auf seinem Landgut auf und gibt bekannt, dass sein Bruder Ernest verstorben sei – damit will er seine Zweitidentität vor der erhofften Hochzeit mit Gwendolen begraben. Allerdings verlieren die schlechten Nachrichten an Glaubwürdigkeit, da sich der quicklebendige Algy schon als Ernest bekannt gemacht hatte.
Zur Verkomplizierung der Umstände erscheint auch Gwendolen auf dem Landgut und trifft auf Cecily. Beide glauben, dass sie mit demselben Ernest verlobt sind, und es kommt zu schlechter Stimmung. Erst als Algy und Jack zu ihnen treten, löst sich die Verwirrung auf. Cecily und Gwendolen sind schwer enttäuscht, dass keiner der beiden Ernest heißt, was die beiden aber durch eine Umtaufung bei dem Geistlichen Chasuble ändern wollen.
Schließlich trifft auch noch Lady Bracknell ein, um die Hochzeit zwischen Jack und Gwendolen verhindern. Mit der Hochzeit ihres Neffen Algy mit Cecily wäre sie einverstanden, da letztere einen ordentlichen Namen und insbesondere ein großes Vermögen hat. Da erkennt Lady Bracknell in Cecilys Lehrerin Miss Prism eine frühere Gouvernante des Kindes ihrer verstorbenen Schwester wieder. Miss Prism hatte einst das Baby ihrer Arbeitgeberin während eines Aufenthalts auf einer Bahnhofstoilette verloren und es stellt sich schließlich heraus, dass Jack Lady Bracknells Neffe sowie Algernons Bruder ist und sein wirklicher Name tatsächlich Ernest ist. Der Hochzeit beider Paare steht damit nichts mehr im Wege.

## Verhältnis zur Literaturvorlage
Der Film hält sich in seiner Handlung eng an das Theaterstück. Einige Szenen wurden in ihrer Reihenfolge geändert, und der Dialog wurde gekürzt, aber der vorhandene Text entstammt größtenteils wörtlich der Vorlage.
Auch in seinem Stil ähnelt der Film einer Theateraufführung, was durch das Aufgehen und Fallen des Vorhangs am Anfang und Ende des Films unterstützt wird.

## Rezeption
Die Zeitschrift Film-dienst urteilte, „diese Komödie [...] nun einen Film zu nennen, käme fast einem Verrat an der Filmkunst gleich. [...] Doch unterhält man sich köstlich bei diesem verfilmten Theater, das auch gar nicht vorgibt, etwas anderes zu sein. [...] Michael Redgrave und Michael Denison spielen die beiden ‚Ernste‘ mit Charme, Eleganz und spielerischem Spott, bis in letzte Nuancen ausgefeilt. Ihre beiden reichlich schrulligen Bräute sind bei Joan Greenwood und Dorothy Tutin in ebenso guten Händen. Fast überscharf pointiert ist Edith Evans als energische, auf Anstand und Vermögenszuwachs gleichermaßen bedachte strenge Lady, die die Seifenblase zum Platzen bringt.“ Das Lexikon des internationalen Films hält die „verzwickte gesellschaftskritische Komödie von Oscar Wilde“ ebenfalls für „mehr verfilmtes Theater als Kino, trotzdem intelligente und amüsante Unterhaltung.“
Im englischsprachigen Raum genießt die Verfilmung hohes Ansehen. Insbesondere die Darstellung der Lady Bracknell durch Edith Evans – die die Rolle zuvor jahrelang im Theater gespielt hatte – gilt bis heute als maßgeblich. Ihr Ausruf „A handbag?!“, als sie erfährt, dass Jack als Baby in einer Handtasche aufgefunden wurde, wurde besonders berühmt und diente als Vergleichspunkt für Schauspielerinnen späterer Produktionen.

## Auszeichnungen
Dorothy Tutin wurde für ihre Leistung im Film als Bester Newcomer für einen British Academy Film Award nominiert. Bei den Internationalen Filmfestspielen von Venedig war der Film für den Goldenen Löwen nominiert und gewann die Auszeichnung für die beste Ausstattung.